# Rossosperanza
 (décembre 2024).
L'article doit être relu — et modifié si nécessaire — par des contributeurs indépendants pour apporter un regard critique aux contributions effectuées en violation des conditions d'utilisation de Wikipédia, tant sur la forme (notamment concernant le style encyclopédique, la proportionnalité) que sur le fond (la neutralité de point de vue, la qualité et l'indépendance des sources).
Rossosperanza est un film franco-italien d'Annarita Zambrano, sorti en 2024.

## Synopsis
1990, en Italie. Zena, Adriano, Alfonso et Marzia, les enfants rebelles de familles riches se rencontrent à Villa Bianca où leurs parents les ont placé pour qu’ils redeviennent « normaux ». Mais pour eux, il n’y a pas de retour en arrière…

## Fiche technique[1]
- Titre original : Rossosperanza

- Réalisation : Annarita Zambrano

- Scénario : Annarita Zambrano
- Musique : Vicenzo Foniciello
- Décors : Béatrice Scarpato
- Costumes : Grazia Materia
- Photographie : Laurent Brunet
- Son : Marco De Carolis, Alessandra Perpignani, Christophe Vingtrinier
- Montage : Cecilia Zanuso
- Production : Luciano Stella, Maria Carolina Terzi, Carlo Stella, Lorenza Stella (Italie), Miléna Poylo & Gilles Sacuto, Alice Bloch (France)
- Sociétés de production : Mad Entertainment (Italie), TS Productions (France)
- Vendeur international : Minerva Pictures
- Pays de production : Italie, France
- Langue originale : italien
- Durée : 88 minutes
- Dates de sortie : 24 août 2023 (Italie), 2024 (France)

## Distribution
- Margherita Morellini : Zena
- Ludovica Rubino : Marzia
- Leonardo Giiulani : Alfonso
- Luca Varone : Adriano
- Elia Nuzzolo : Tommaso

## Festivals

### Récompenses
- Les Arcs Film Festival 2022 - Titrafilm Work In Progress Award[2]
- Festival Ecrans Mixtes 2024 - Prix des Jeunes Pass Culture[3]

### Sélections
- Festival international du film de Locarno 2023 - Compétition internationale[4]
- Festival international du film de Saint Jean de Luz 2023 - Compétition internationale[5]
- Festival du film italien de Villerupt 2023[6]
- Festival Chéries-Chéris 2024[7]
- Festival Cinémarges 2024
- Festival du film de Contis 2024